# Neuraeschna producta
Neuraeschna producta – gatunek ważki z rodziny żagnicowatych (Aeshnidae). Występuje na terenie Ameryki Południowej.